# Khối lượng Mặt Trời

Ví dụ về kích thước và khối lượng của những ngôi sao lớn: trên ảnh, từ trái sang phải, sao Pistol (27,5 M_{}) màu lam, sao Rho Cassiopeiae ^{} (14-30 M_{}) màu vàng, sao Betelgeuse (11,6 ± 5,0 M_{}) và VY Canis Majoris (17 ± 8 M_{}) màu đỏ. Mặt Trời (1 M_{}) không thể hiện trong ảnh này được nêu ra để cho thấy kích cỡ của các ngôi sao lớn đến mức nào. Các quỹ đạo của Trái Đất (màu xám), quỹ đạo của Sao Mộc (màu đỏ), và quỹ đạo của Sao Hải Vương (màu lam) được vẽ ra tương ứng.

Trong thiên văn học, khối lượng Mặt Trời (ký hiệu M hay M☉) là đơn vị khối lượng, thường được dùng để xác định khối lượng của các ngôi sao hay các thiên thể lớn, ví dụ như các cụm sao, tinh vân và thiên hà. Giá trị của nó xấp xỉ bằng 1,99 × 1030 kilôgam.
M={\displaystyle (1,98855\pm 0,00025)\times 10^{30}kg}
Khối lượng trên bằng khoảng 332.946 lần khối lượng Trái Đất, hoặc 1048 lần khối lượng của Sao Mộc.
Bởi vì Trái Đất chuyển động trên quỹ đạo elip quanh Mặt Trời, khối lượng của Mặt Trời có thể tính được từ phương trình chu kỳ quỹ đạo của một vật thể nhỏ quanh khối tâm (xem các định luật của Kepler). Dựa trên độ dài của một năm, khoảng cách từ Trái Đất đến Mặt Trời (một đơn vị thiên văn hay AU), và hằng số hấp dẫn (G), khối lượng Mặt Trời được cho bởi công thức:
{\displaystyle M_{\odot }={\frac {4\pi ^{2}\times (1\,\mathrm {AU} )^{3}}{G\times (1\,\mathrm {yr} )^{2}}}}

## Lịch sử đo
Henry Cavendish là người đầu tiên đo được bằng cân xoắn giá trị của hằng số hấp dẫn vào năm 1798. Giá trị mà ông thu được chỉ khác 1% so với giá trị được chấp nhận ngày nay. Thị sai ngày của Mặt Trời đã được đo chính xác trong lần Sao Kim đi ngang qua Mặt Trời vào các năm 1761 và 1769, cho giá trị 9″ (9 giây cung, so với giá trị xác định trong năm 1976 là 8,794148″). Từ giá trị của thị sai ngày, chúng ta có thể xác định được khoảng cách hình học từ Trái Đất đến Mặt Trời.
Người đầu tiên thử ước lượng khối lượng Mặt Trời đó là Isaac Newton. Trong cuốn Principia (1687) của ông, Newton ước tính tỷ số khối lượng Trái Đất so với khối lượng Mặt Trời vào khoảng 1/28700. Về sau ông phát hiện thấy giá trị ông tính được dựa trên một sai số về thị sai Mặt Trời, mà ông đã sử dụng để tính khoảng cách đến Mặt Trời (1 AU). Ông đã sửa lại giá trị tỷ số của mình bằng 1/169282 trong lần xuất bản thứ ba của cuốn Principia. Giá trị hiện nay cho thị sai Mặt Trời là vẫn nhỏ hơn nhiều, cho tỷ số khối lượng bằng 1/332946.
Là đơn vị đo khối lượng, khối lượng Mặt Trời đã được sử dụng trước khi các đơn vị AU và hằng số hấp dẫn được đo chính xác. Điều này do khối lượng của những hành tinh khác trong hệ Mặt Trời hoặc khối lượng tổng cộng của hai sao đôi có thể tính trực tiếp theo đơn vị khối lượng Mặt Trời một khi biết bán kính quỹ đạo và chu kỳ quỹ đạo của hành tinh hay ngôi sao dựa trên định luật thứ ba của Kepler, với bán kính quỹ đạo được đo theo đơn vị thiên văn và chu kỳ quỹ đạo đo bằng năm.

## Sự giảm dần khối lượng của Mặt Trời
Khối lượng Mặt Trời giảm dần theo thời gian kể từ giai đoạn nó hình thành. Điều này xảy ra bởi hai quá trình chính diễn ra ở Mặt Trời với lượng vật chất biến mất gần bằng nhau. Thứ nhất, ở lõi Mặt Trời, hydro biến đổi thành heli trong phản ứng tổng hợp hạt nhân, đặc biệt trong phản ứng chuỗi proton–proton, và phản ứng này biến đổi một phần khối lượng thành năng lượng dưới dạng các photon bước sóng tia gamma. Phần lớn năng lượng này cuối cùng phát ra khỏi Mặt Trời. Thứ hai, các proton và electron năng lượng cao trong khí quyển của Mặt Trời liên tục bị đẩy vào không gian vũ trụ bởi gió Mặt Trời.
Khối lượng ban đầu của Mặt Trời ở thời điểm nó đạt tới trạng thái sao trong dãy chính vẫn chưa được xác định chính xác. Mặt Trời lúc mới hình thành có tốc độ mất khối lượng cao hơn so với hiện nay, và có thể nó đã mất từ 1–7% khối lượng của nó trong toàn thời gian nó nằm trong dãy chính. Mặt Trời thu được một lượng rất nhỏ khối lượng từ các sao chổi và tiểu hành tinh rơi vào nó. Tuy nhiên, vì Mặt Trời đã chiếm tới 99,86% tổng khối lượng của Hệ Mặt Trời, những vật chất rơi vào nó không làm ảnh hưởng nhiều tới sự mất khối lượng lớn hơn từ phản ứng tổng hợp hạt nhân và gió Mặt Trời.

## Các đơn vị liên quan
Một khối lượng Mặt Trời, 1 M, có thể đổi thành các đơn vị sau:
- 27068510 ML (khối lượng Mặt Trăng)
- 332946 M⊕ (khối lượng Trái Đất)
- 104756 MJ (khối lượng Sao Mộc)
- 198855 yotta tấn

Trong thuyết tương đối rộng, các nhà vật lý cũng hay chuyển đổi đơn vị khối lượng sang đơn vị độ dài hay thời gian để thuận tiện cho tính toán hay rút gọn công thức:
- M G / c2 ≈ 1,48 km (một nửa bán kính Schwarzschild của Mặt Trời)
- M G / c3 ≈ 4,93 μs